# Fuerte Eben-Emael

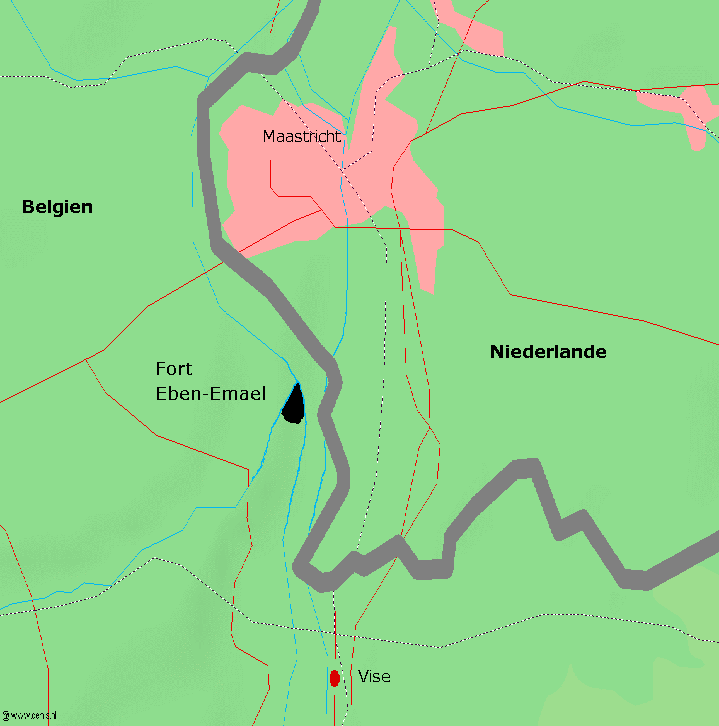
Mapa con la ubicación de la Fortaleza Eben-Emael.

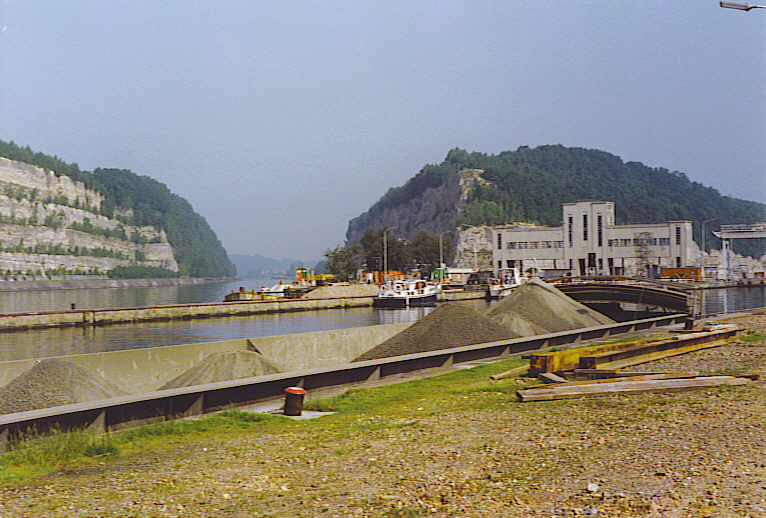
La trinchera de Caster en la montaña Saint-Pierre, que cruza el canal Alberto. El Fuerte Eben-Emael está construido sobre la colina en la parte sur (a la izquierda de la fotografía).

Eben-Emael fue una fortaleza belga ubicada entre las ciudades de Lieja y Maastricht, cerca del Canal Alberto, cuya función era defender Bélgica de una posible invasión alemana. Fue construida entre 1931 y 1935, y se ganó la reputación de ser impenetrable.

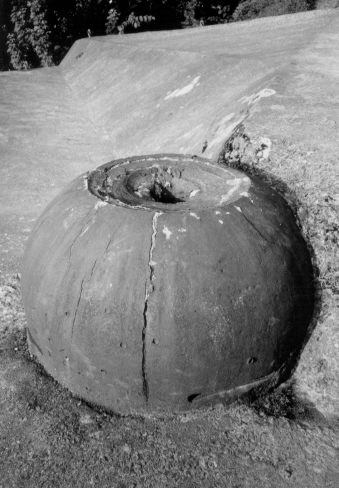
Cúpula del Fuerte Eben-Emael penetrada mediante cargas huecas.

## Batalla del fuerte Eben-Emael
El 10 de mayo de 1940, 85 Fallschirmjäger (soldados paracaidistas) de los comandos brandeburgueses alemanes aterrizaron en el techo de la fortaleza utilizando planeadores. Después de duros combates dentro de la fortaleza, la guarnición se rindió y los 1200 soldados belgas que la constituían fueron hechos prisioneros.
Eben-Emael, hoy en día todavía en pie, tiene forma de diamante y antes de la Batalla de Francia, era la principal esperanza que tenían los belgas, de contener una muy posible invasión alemana. Otra función era la de destruir tres puentes claves para los invasores. Esta fortaleza había sido ideada en el siglo XIX, pero hasta la construcción del Canal Alberto en la década de los 30, Bélgica no pudo disponer de una ruta fluvial que no pasara por el territorio neerlandés e hiciese viable la construcción del fuerte.
La gran cúpula de acero y hormigón de la fortaleza hizo pensar a los aliados que la misma era impenetrable, por lo que al trazar sus planes para detener la invasión alemana consideraron que la fortaleza los detendría durante semanas, dándoles tiempo a los aliados de entrar a Bélgica y afianzar sus posiciones. Los aliados no podían entrar antes que los alemanes porque el gobierno belga se había declarado neutral y había expulsado a los ejércitos anglo-franceses de su territorio.
Por supuesto, los alemanes eran conscientes de la fuerza defensiva de la fortaleza, por lo que construyeron una réplica en la ya ocupada Checoslovaquia para que los paracaidistas practicaran el asalto. Esto unido a la información que obtuvieron sobre las estructuras y el tipo de construcción utilizado permitió ensayar las acciones que se deberían realizar en los puntos débiles del fuerte. La toma del fuerte se preparó de forma tan minuciosa que incluso se llegaron a realizar grabaciones de vídeo por el propio ejército alemán durante el ataque para su posterior estudio.
 El mismo Adolf Hitler sugirió el uso[cita requerida] de  planeadores para que los asaltantes bajaran, en lugar de lanzarlos en paracaídas, porque esto los dispersaría por un área muy extensa. También promociona el uso de un sistema de armas cargas huecas para penetrar las cúpulas. Un buen servicio de espionaje e inteligencia proporcionó a Alemania la superioridad necesaria sobre las desprevenidas unidades belgas.
El 10 de mayo de 1940, acabó la etapa de tensa paz llamada la Guerra en broma, cuando 141 divisiones alemanas se lanzaron contra los Países Bajos. Los asaltantes, comandados por el Obereleutnant (equivalente a Teniente del ejército español) Witzig, aterrizaron en el techo de la fortaleza, utilizando por primera vez planeadores en un asalto, así como cargas huecas, lanzallamas junto a ametralladoras polivalentes. Por su parte, los belgas lograron destruir uno de los tres puentes, retrasando a un regimieto  de infantería alemana que venía a ayudar a los asaltantes. Sin embargo, finalmente los agotados paracaidistas pudieron ser relevados y los defensores belgas tuvieron que rendirse. Desde entonces, el uso de los planeadores en operaciones de asalto fue común, utilizado tanto en la toma del Puente Pegasus como en el rescate de Mussolini.
El Fuerte Eben-Emael es un lugar turístico hoy en día.

## Galería

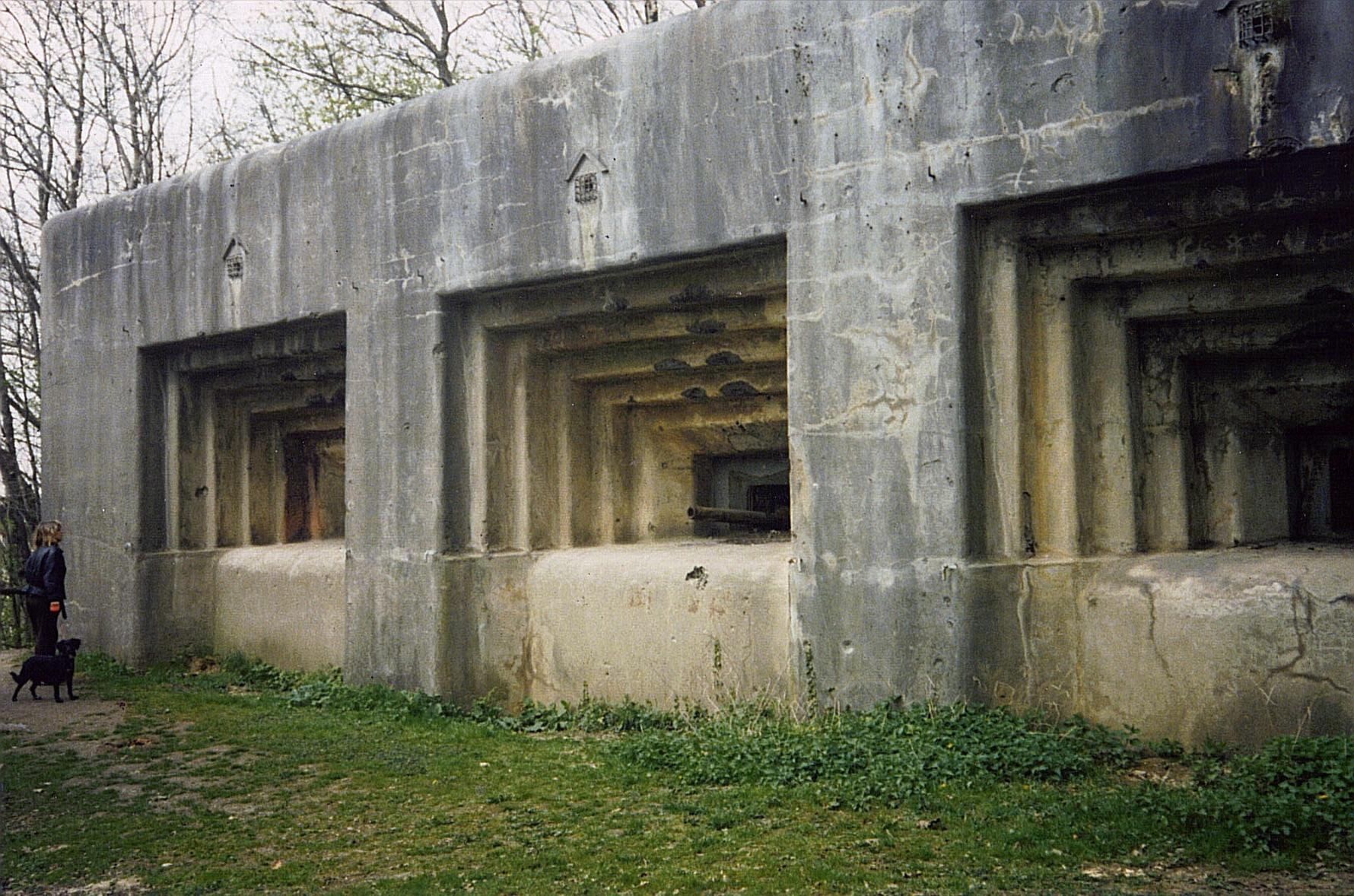
Casamata Visé 2
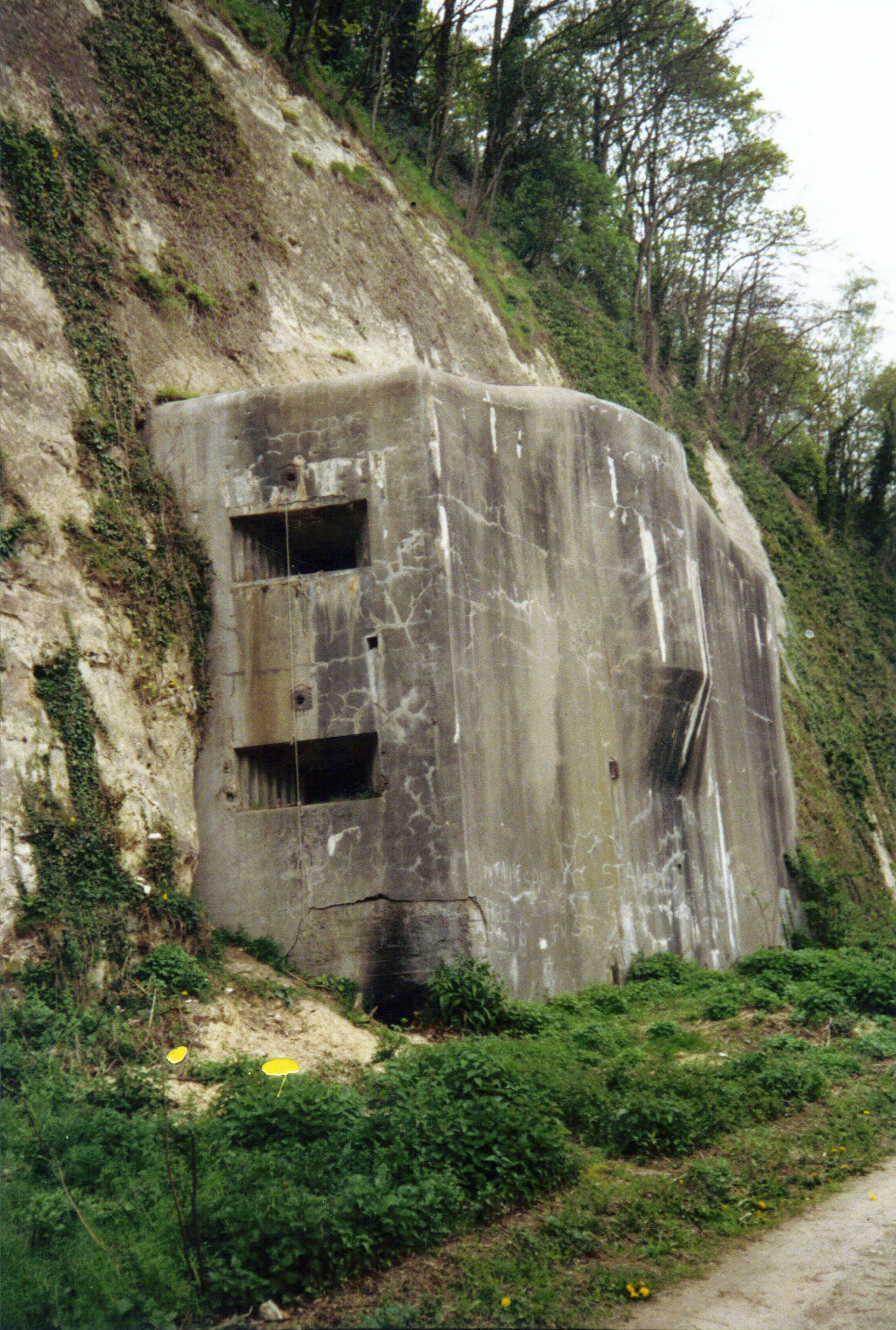
Búnker Canal Norte
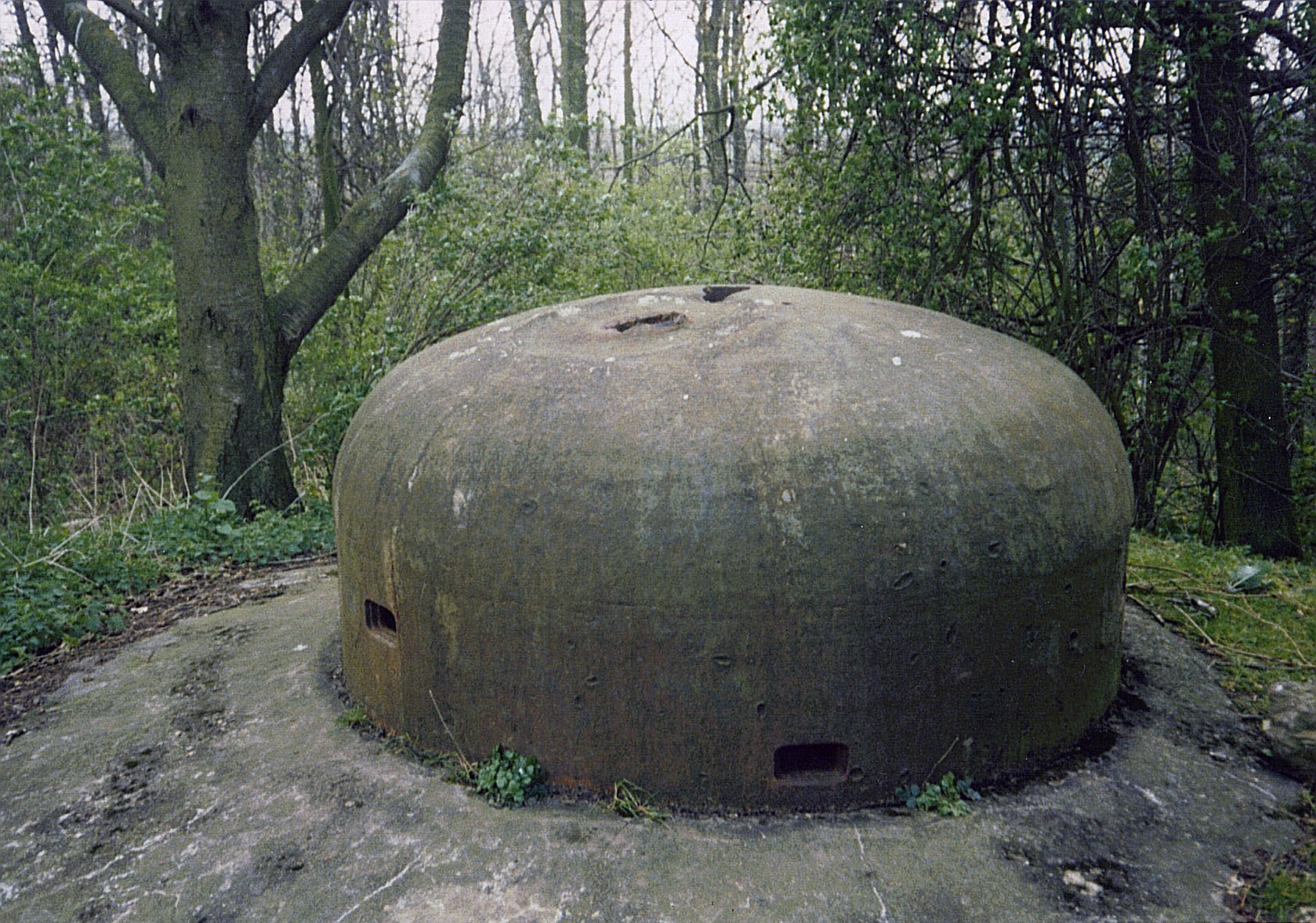
Casamata Maastricht 2
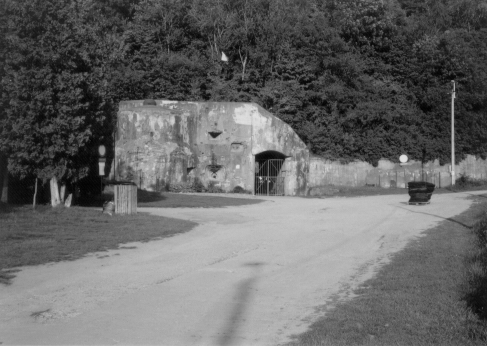
Entrada principal al fuerte